# Congleton
Congleton è una cittadina di 22.763 abitanti della contea del Cheshire, in Inghilterra. Sorge sulle sponde del fiume Dane, a ovest del canale di Macclesfield, 21 miglia (34 km) a sud di Manchester.

## Luoghi d'interesse
6,4 km a sud di Congleton è presente la Little Moreton Hall.